# El meu cor
El meu cor (títol original: The Heart of Me) és una pel·lícula de l'any 2002, inspirada en la novel·la de Rosamond Lehmann The Echoing Grove. Va ser dirigida per Thadreus O'Sullivan i protagonitzada per Helena Bonham Carter, Paul Bettany i Olivia Williams. Ha estat doblada al català.
Ambientada a Londres abans i després de la Segona Guerra Mundial, descriu les conseqüències del tòrrid idil·li d'una dona amb el marit de la seva germana.

## Argument
La pel·lícula, situada a Londres durant els anys 30, narra la història de dues germanes Dinah [Helena Bonham Carter] una dona bohèmia i apassionada que li agrada l'art, la poesia, el dibuix i la psicologia, i Madeleine [Olivia Williams] una tradicional mestressa de casa casada amb Rickie [Paul Bettany] amb qui té un fill, Anthony [Luke Newberry] i porta una vida segons els costums de l'època. En morir el pare d'ambdues, Dinah passa uns dies en la llar de la seva germana, que s'ha obstinat a aconseguir-li un marit a causa de la incomoditat que li produeix com es dirigeix a ella Rickie quan diu, per exemple, que és «aterridorament atractiva» i per la forma en què tots dos es miren, que la fa sospitar.
En un sopar, Dinah fa públic el seu compromís amb un altre home. Aquell mateix dia a la nit, Rickie entra a la seva habitació mentre ella dorm, la desperta i li suplica que trenqui el seu compromís, al que Dinah accedeix. Uns dies després, Dinah deixa la casa de la seva germana sense donar explicacions i es trasllada a un petit apartament amb la seva amiga Bridie, que és pintora.
Al saber que Dinah va trencar el seu compromís, Madeleine i la seva mare organitzen un dinar. En aquest dinar, abans que arribi Dinah, Madeleine li expressa a la seva mare que desaprova la forma de vida que porta la seva germana. S'expressa amb rancor pel seu estil bohemi. La seva mare sosté que és una dona apassionada, mentre que Madeleine argumenta que «col·lecciona passions».

## Repartiment
- Helena Bonham Carter: Dinah
- Olivia Williams: Madeleine
- Paul Bettany: Rickie
- Eleanor Bron: Mrs. Burkett
- Alison Reid: Bridie
- Luke Newberry: Anthony
- Tom Ward: Jack
- Gillian Hanna: Betty
- Andrew Havill: Charles

## Premis
2003: premis British Independent Film (BIFA): Millor actriu (Olivia Williams). 2 nominacions.